# Cyborg – A robotnő
A Cyborg – A robotnő (eredeti cím: Cyborg) 1989-ben bemutatott amerikai sci-fi/akciófilm, melynek rendezője Albert Pyun, főszereplője Jean-Claude Van Damme. Egy utcai harcost alakít, akinek az Amerikai Egyesült Államok keleti partján meg kell mentenie egy kiborgot a poszt-apokaliptikus jövőben, a várost rettegésben tartó banda, a Kalózok kezei közül.
Az MPAA R besorolást adott a filmnek. Ez volt az egyik olyan utolsó mozifilm, amit a Cannon Films gyártott, mivel a cég csődbe ment, még 1987-ben. A folytatás Cyborg 2. – Üvegárnyék címmel jelent meg 1993-ban, melyben a főszerepeket Elias Koteas és Angelina Jolie alakította. Ezután 1994-ben megjelent csak videóra a Cyborg 3: The Recycler.

## Történet
Az egész a civilizáció rombadőlésével kezdődött az atomháború után. Előbb az anarchia, majd a népírtás és az éhezés söpört végig a Földön, ezután pedig – amikor már azt hitték, ennél rosszabb nem jöhet – jött a pestis, az eleven halál. Az utolsó tudósok és orvosok egy kis csoportja – Atlanta állam Georgia városában, a CDC otthonában helyezkedtek el – egy gyógymódon dolgoztak, hogy megmentsék azt, ami még megmaradt az emberiségnek. Ahhoz, hogy teljesítsék feladatukat, információra van szükségük; a szükséges adatokat egy számítógépen, New York-ban, tárolták. A veszélyes feladatra Pearl Prophet (Dayle Haddon) jelentkezik. A nőt előbb sebészi beavatkozás útján cyborggá alakítják át, majd egy testőrrel, Marshall Strat-tel útnak indítják, hogy szerezzék meg a szükséges információkat. A küldetés sikerrel jár, azonban a gonosz Fender Tremolo (Vincent Klyn) és a „kalóz” csoportja üldözni kezdik őket. Fender a gyógymódot akarja, hogy kizárólagos joga legyen az anyag termelésére. Strat a kalózokkal való harcok során megsérül, így  azt tanácsolja Pearl-nek, hagyja őt ott, és menjen Bronx kerületébe, ahol keressen egy zsoldost, aki majd biztonságos helyre kísérheti őt. Fender és emberei azonban sarokba szorítják őket, de a nőt megmenti egy férfi, akit Gibson Rickenbacker-nek hívnak (Jean-Claude Van Damme). Tremolo egy törmelékkel kiüti az ismeretlen harcost, majd lefejezteti Strat-ot. Ezután közli Pearl-lel, hogy Atlantába tart vele, hogy ott átadja a gyógymódot, ha ezt nem teszi meg, akkor megkapja a „horror show”-t.
Ezután Fender emberei lemészárolnak egy családot, majd ellopják a hajójukat. Atlantába dél felé, vízen keresztül tartanak. Gibson – aki mindvégig követi a kalózokat – késő este érkezik meg a lemészárolt családhoz. Váratlanul egy homályos alak támadja meg őt, de sikerül hatástalanítania. Kiderül, hogy támadója egy fiatal hölgy, Nady Simmons (Deborah Richter), aki a kalózok feltűnése óta rejtőzik, azt hitte, Rickenbacker is közülük való. A nő elmondja a férfinak, hogy a családját kiirtotta a járvány, és felajánlja neki a segítségét. Gibsont kevésbé érdekli a gyógymóddal kapcsolatos információk eljuttatása, sokkal inkább az foglalkoztatja, hogyan tudná megölni Fendert. Rickenbacker és Nady a pusztákon keresztül, dél felé veszik az irányt, azonban útonállók támadják meg őket. Gibson próbálja meggyőzni a nőt arról, hogy maradjon távol, mert nem akarja, hogy meghaljon. Nady azt válaszolja, hogy ő sem akarja Gibsont halottnak látni, így újból felajánlja segítségét, azonban a férfi elutasítja: egyedül csak Fender elpusztítása érdekli. Ekkor visszaemlékezések formájában megtudjuk, hogy miért szeretné Rickenbacker megölni Tremolot: egykoron Gibson szerelmes lett egy Mary nevű nőbe, akivel egy elhagyatott, országszéli házban telepedett le. Mary-nek volt két testvére, akik szintén velük éltek. Egy nap Fender megölte Mary-t és a bátyját, valamint elrabolta annak nővérét, Haley-t is, emiatt a férfi arra kényszerült, hogy feladja addigi életstílusát.
Utolérve Fendert és csapatát Charleston, Dél-Karolina közelében, Gibsonnak sikerül Tremolo több emberét hatástalanítania, de Fender meglövi őt. Rickenbacker ekkor rádöbben, hogy Haley hűséges társa lett Fender csapatának. Elkergeti a kalózokat, majd egyedül marad Pearllel és Nadyval. Pearl azonban megtagadja, hogy vele menjen, mivel úgy látja, a férfi nem elég erős ahhoz, hogy legyőzze Fendert, így Atlantába sem fognak biztonságban megérkezni. Azt mondja, hogy Tremoloval tart és ott majd belecsalogatja saját halálába, mivel ott még vannak erőforrásai a gonosz ártalmatlanítására.
Fáradtan, megsebezve és túlerővel szemben, Gibson végül Nady-vel a csatornákon keresztül egy sómocsár felé menekül. A megmaradt kalózok azonban üldözőbe veszik őket, mely során – a tereptől adódóan – elszakadnak egymástól. Fender legyőzi  ellenfelét, majd a tengerparton keresztre is feszíti. Haley egy kis ideig még ott marad a helyszínen, végül Tremoloval távozik. Gibson – akit egy elhagyott hajó árbócához szögeltek – az egész éjszakát megfeszítve tölti. Reggel, közel a halálhoz, haragjából az árbócot kezdi el rugdosni, miközben ismét maga előtt látja, amint Fender megöli szerelmét. Az árbóc végül kettétörik, ő pedig a földre esik, de a karjai még mindig a keresztre vannak szögelve. Megjelenik Nady a mocsárból, és kiszabadítja a férfit.
Atlantába érve még egyszer találkoznak Fenderrel, de ezúttal jobban felkészülve. Tremolo csapatának emberei egyesével esnek el, míg végül csak ő és Gibson maradnak. Harcuk közben, Nady késsel támad Fenderre, de a férfi leszúrja őt, aki így meghal. Az eset után Gibson hason szúrja Fendert. Halottnak hiszi a férfit, így átöleli Haleyt. Tremolo azonban felkel, így a harc folytatódik. Gibson végül egy húshoroggal felnyársalja Fendert, majd Haley-vel kimenekítik Pearlt a végső állomására, mielőtt visszatérnének “oda ki”.

## Szereposztás
- Jean-Claude Van Damme ... Gibson Rickenbacker
- Deborah Richter ... Nady Simmons
- Vincent Klyn ... Fender Tremolo
- Alex Daniels ... Marshall Strat
- Dayle Haddon ... Pearl Prophet
- Blaise Loong ... Furman Vux
- Ralf Moeller ... Brick Bardo
- Haley Peterson ... Haley

Ralf Moeller-nek (Brick Bardo) olyan német akcentusa volt, hogy minden dialógusát le kellett szinkronizálni.

## Áttekintés
A film forgatási helyszínéül Castle Hayne és Imperial County (USA) szolgált
A filmet eredetileg az 1987-es Masters of the Universe folytatásaként tervezték. A filmet már Masters of the Universe 2: The Cyborg néven nevezték el, de a film befejeztére a Masters Of The Universe jogai futottak, ezért a film szimplán a Cyborg címet kapta. A filmben van némi hasonló a Masters-hez, épp ezért néhány televíziós csatorna még mindig a Masters of the Universe 2: The Cyborg címet adja a filmnek. A fegyverekként festék fegyvereket használtak, amelyek vízalapú festéklabdákat lőttek ki.
A karakterek, Gibson Rickenbacker, Nady Simmons, Fender Tremolo, Marshall Strat és Pearl Prophet hangszerekről és a készítőkről kapták a nevüket.

## Fogadtatás
A filmet meglehetősen negatívan fogadták a kritikusok és a közönségnek sem tetszett túlságosan. Az Egyesült Államokban mindössze 10 166 459 dollárt bevételt hozott, Van Damme csak 70 000 dollárt kapott a szerepe eljátszásáért.
Az Internet Movie Database-on jelenleg 4.2 pontra áll, ami jóval a középmezőny alatt van, a Rotten Tomatoes-on csupán 14%-ot adtak neki a kritikusok.

## Külső hivatkozások
- Cyborg az Internet Movie Database-on